# ミニ・リサーチ・モジュール2

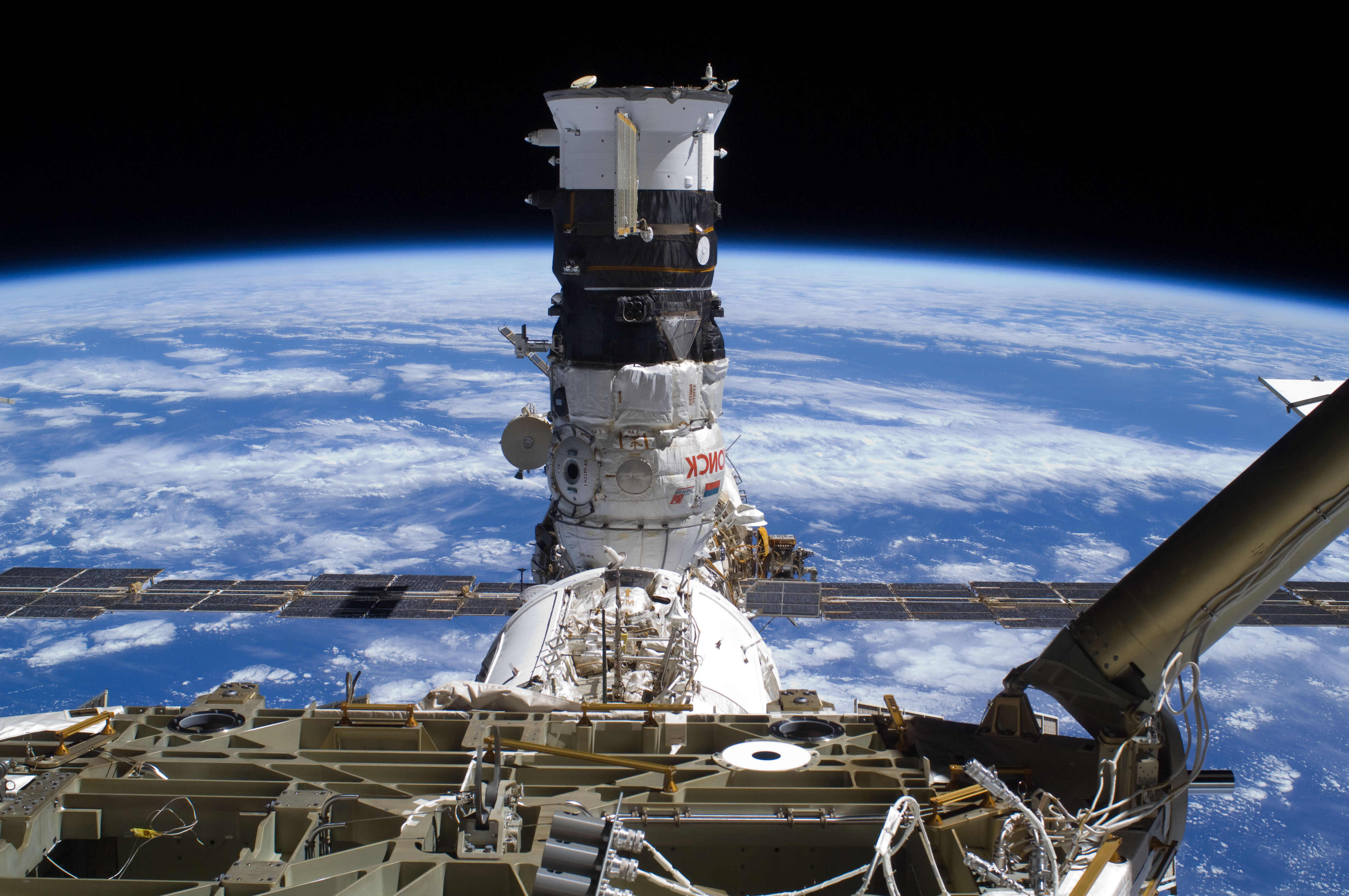
国際宇宙ステーションにドッキングしているMRM2

ミニ・リサーチ・モジュール2（Mini-Research Module2, MRM2）は、国際宇宙ステーション（International Space Station, ISS）の一区画である。ロシア語では「Малый исследовательский модуль 2（МИМ 2）」と表記する。愛称は「ポイスク」（Поиск, Poisk、「探索」)と呼ばれる。MRM2の構造と機能は、ほとんどピアース（DC-1)（Pirs Docking Compartment）と同様である。本来の名称は「ドッキング区画2（Docking Module2）」で、ロシア語名は「Stykovochniy Otsek 2（SO-2）」である。MRM2は2001年以来ロシアがISSに設置した、最初の主要な設備でもある。

## 詳細

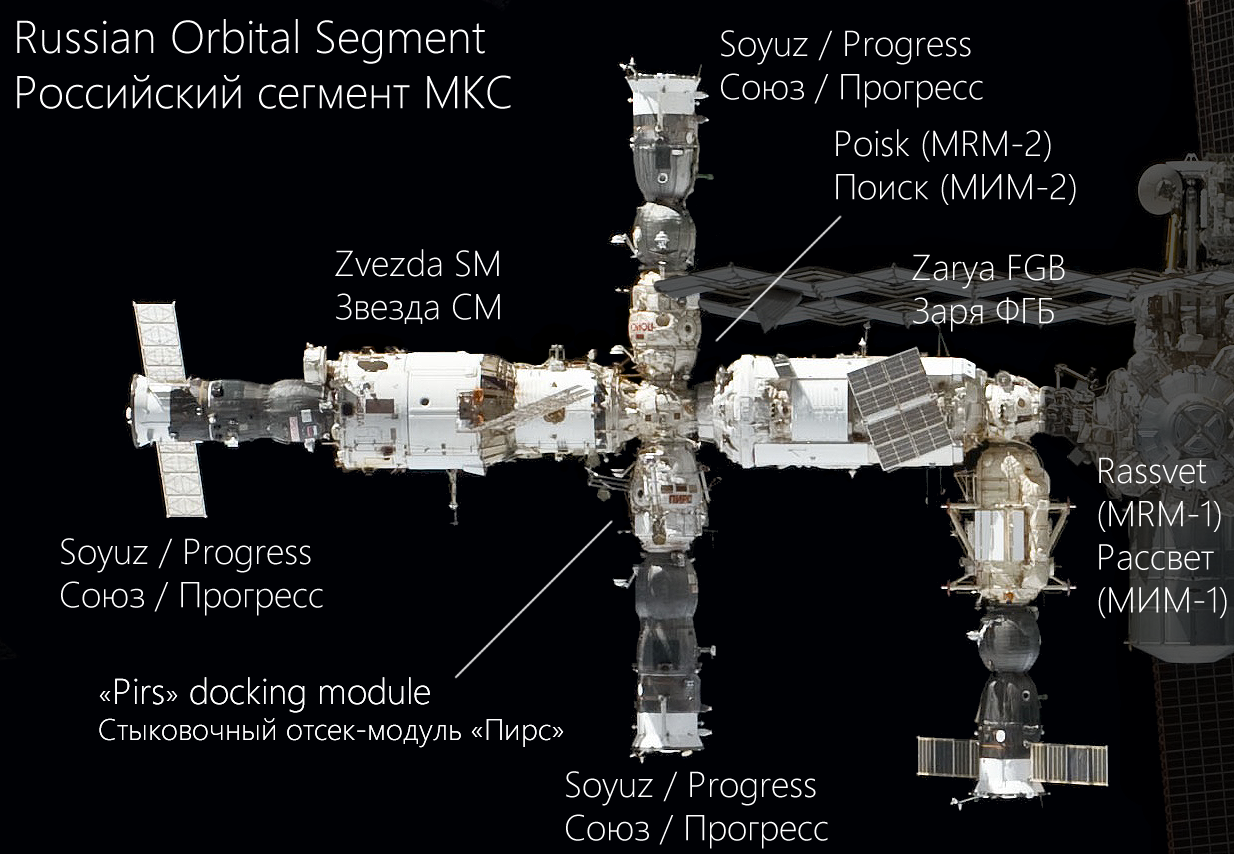
ISSロシア区画におけるMRM2の位置関係

MRM2は2009年11月12日にズヴェズダ（Zvezda）区画の上部ドッキングポートに結合され、ソユーズ宇宙船やプログレス補給船のための新たなドッキング場所として使われている。また、宇宙飛行士が船外活動をする際のエアロックとしても使用可能であり、2021年にナウカがドッキングすることに伴い「ピアース」が廃棄されると、こちらがロシアのエアロックとして使用されるようになる。また科学実験に必要な空間を提供したり、ロシア科学アカデミーが開発する船外実験装置用に、電力供給とデータの送受信用のインタフェースを有する設置場所を2箇所装備している。
2009年6月、MRM2の打上げに先立ち、ISSから2回の船外活動が行われ、MRM2の設置に備えた準備作業が行われた。
同年6月5日、第19・20次長期滞在において指揮官のゲナディ・パダルカ（Gennady Padalka）と飛行機関士マイケル・バラット（Michael Barratt）は、ロシア製のオーラン（Orlan）宇宙服を着用してのロシアEVA-22船外活動でズヴェズダの外部にクルスドッキングアンテナ2基とドッキング用のターゲット、電気配線の接続器を取りつけることに成功した。
6月10日、パダルカとバラットはロシアEVA-23船外活動で、MRM2のドッキングに備えてズヴェズダの前方区画にあった平面状のハッチカバーを、MRM-2がドッキングできるようにするために円錐形のドッキングカバーに交換した。
2010年1月14日、オレッグ・コトフとマクシム・スラエフ両飛行士が、船外活動を行ってソユーズ宇宙船やプログレス補給船がドッキングできるようにするための準備作業をした。彼らはアンテナとドッキングターゲットを展開し、手すりを二本取りつけ、またMRM-2のクルスアンテナをクルスドッキングシステムの回路に接続した。作業は5時間44分で終了した。
MRM2が初めて使用されたのは、1月21日にスラエフ飛行士と第22次長期滞在のジェフリー・ウィリアムズ船長がソユーズTMA-16をズヴェズダの後部ドッキングポートから、MRM2の上部ドッキングポートに移動せせた時である。TMA-16は10:03（UTC）、ISSがアフリカ南西海岸の340km上空にさしかかった時にズヴェズダ後部から切り離され、ISSから30mまで離れた状態で移動を行った。スラエフはソユーズ宇宙船の小型操縦スラスタを操作してISSに再接近し、10:24（UTC）、MRM2とのドッキングに成功した。

## 設計および製作
MRM2の設計・製作を担当したのは、国際宇宙ステーションロシア区画の開発と運用担当の主要企業であるS.P.コロリョフ社である。

## 2009年の打上げ

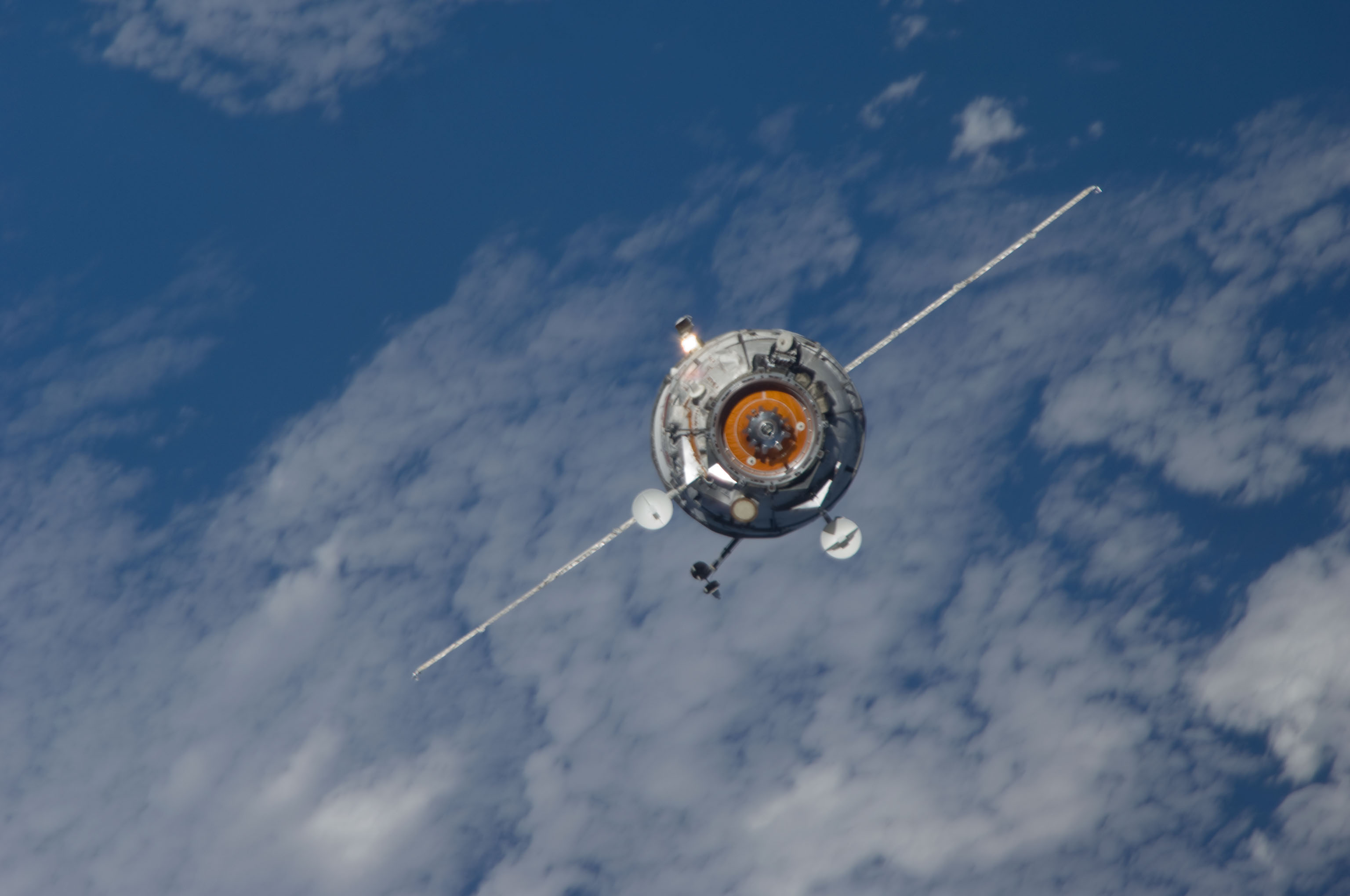
ISSとのドッキングに向かうMRM2（2009年）

MRM2は、プログレス補給船を改造したプログレスM-MRM2無人船に結合された状態で、2009年11月10日午後2:22GMT、カザフスタンのバイコヌール宇宙基地ガガーリン発射台からソユーズ-Uロケットで打ち上げられた。この打上げは、様々な形態で打ち上げられてきたソユーズロケットの1750回目の飛行でもあった。NASAによれば、MRM2内部に搭載してISSに運搬した物資は、オーラン宇宙服、生命維持装置、医療・衛生機器などを含めて1800ポンド（815.4kg）ほどになったという。
ISSへと向かう2日間の飛行の間、プログレスはMRM2に電力や推進力を供給した。宇宙船は自動操縦でクルスドッキング装置に接近を続け、11月12日15:41（UTC）、カザフスタン上空350kmでズヴェズダの上部ドッキングポートにドッキングした。
マクシム・スラエフ、ロマン・ロマネンコ両飛行士は11月13日12:17（UTC）にハッチを開き、MRM2に初めて乗り込んだ。
MRM-2を運搬したプログレス補給船は、12月8日にISSから切り離され、大気圏に再突入して消滅した。

## 諸元
| 指定番号                     | 240GK No. 2L    |
| 発射時重量                   | 3670 kg ± 50 kg |
| 最大直径                     | 2.55 m          |
| 全長（ドッキング装置を含む） | 4.049 m         |
| 船室容積                     | 14.8 m3         |
| 居住空間容積                 | 10.7 m3         |
| 船外ハッチの数（内開き）     | 2箇所           |
| ハッチ直径                   | 1 m             |
| 貨物搭載量                   | 1,000kg以上     |

## 減圧の誤警報
2009年11月20日01:36（UTC）、とつぜん鳴り響いた警報音がスペースシャトル・アトランティス(STS-129)と国際宇宙ステーション(ISS)に乗り込んでいた飛行士たちを叩き起こした。同じ警報音は21日02:53（UTC）にも発せられた。急減圧を示す誤警告が発令され、ISS内のすべての換気ファンが自動的に停止されたため船内にはほこりが舞い上がり、ヨーロッパ宇宙機関のコロンバス実験室の煙探知機が誤作動した。ヒューストンのフランク・ライアン（Frank Lien）管制官は第21次長期滞在の指揮官であるフランク・ディビュナー（Frank De Winne）に、この警報の原因はおそらくMRM2であることを伝えた。

## 画像

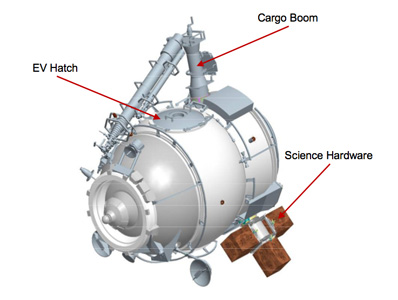
MRM2ドッキング区画外観図
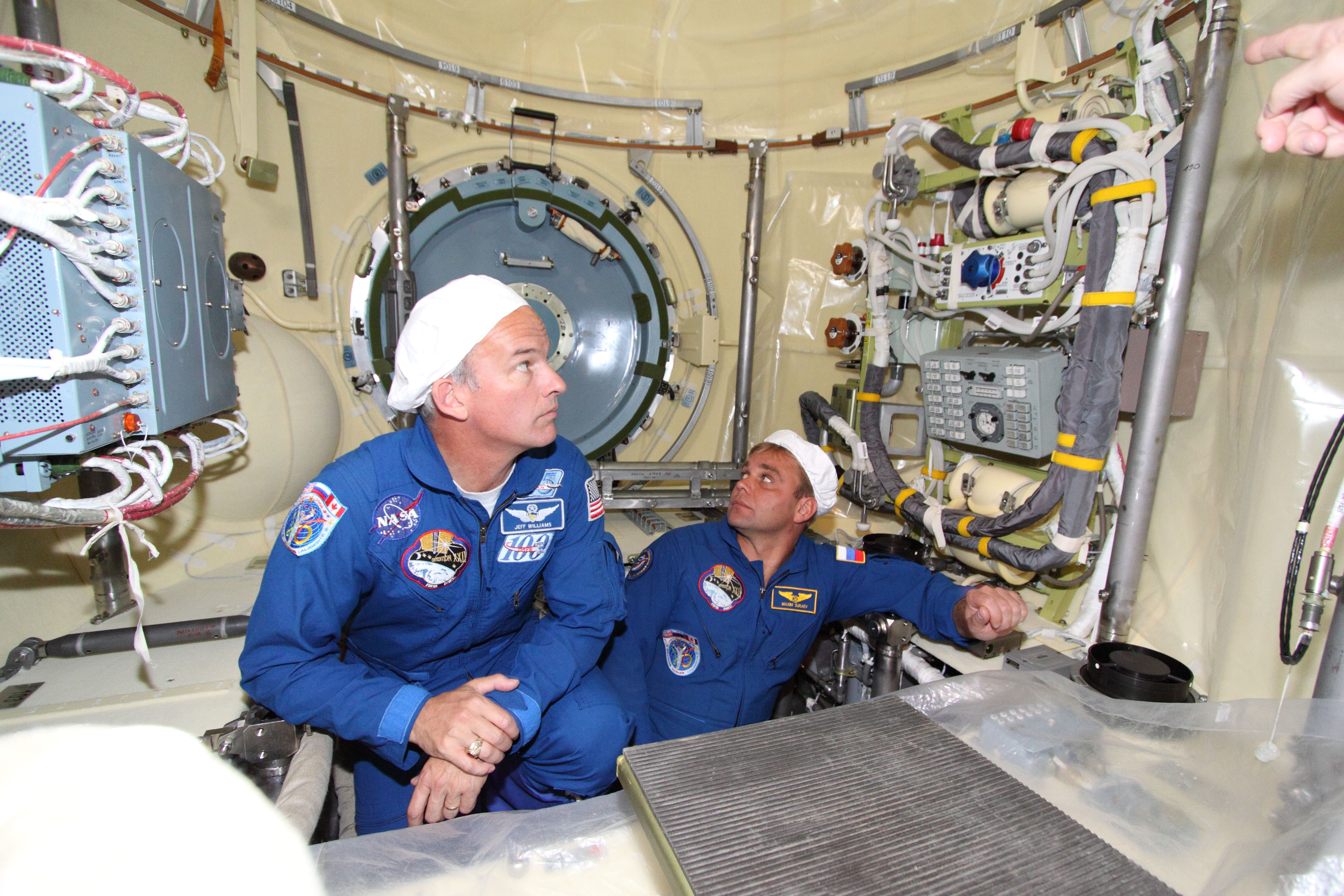
MRM2を点検するジェフリー・ウィリアムズ、マクシム・スラエフ両飛行士
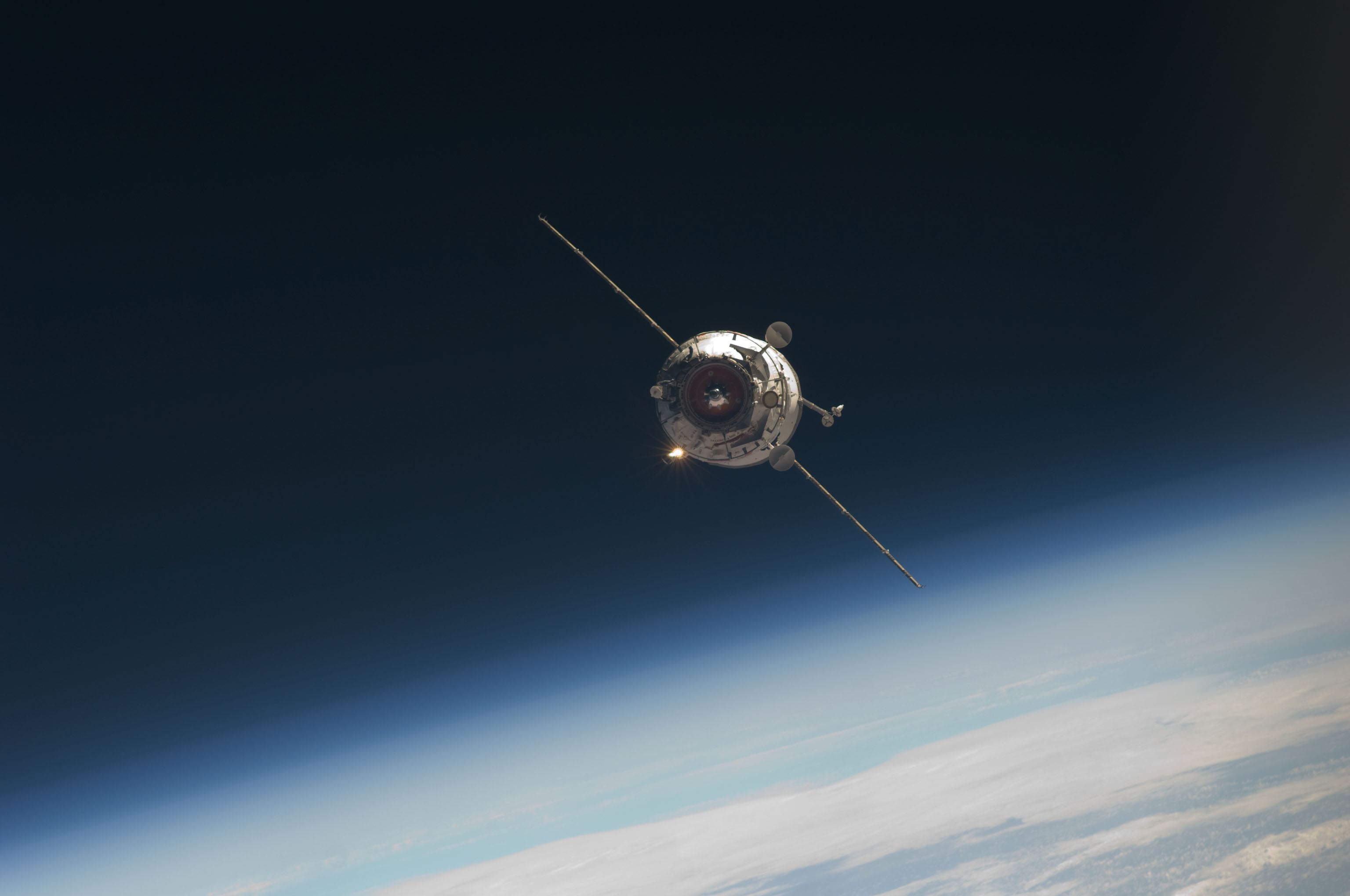
ISSに接近するMRM2
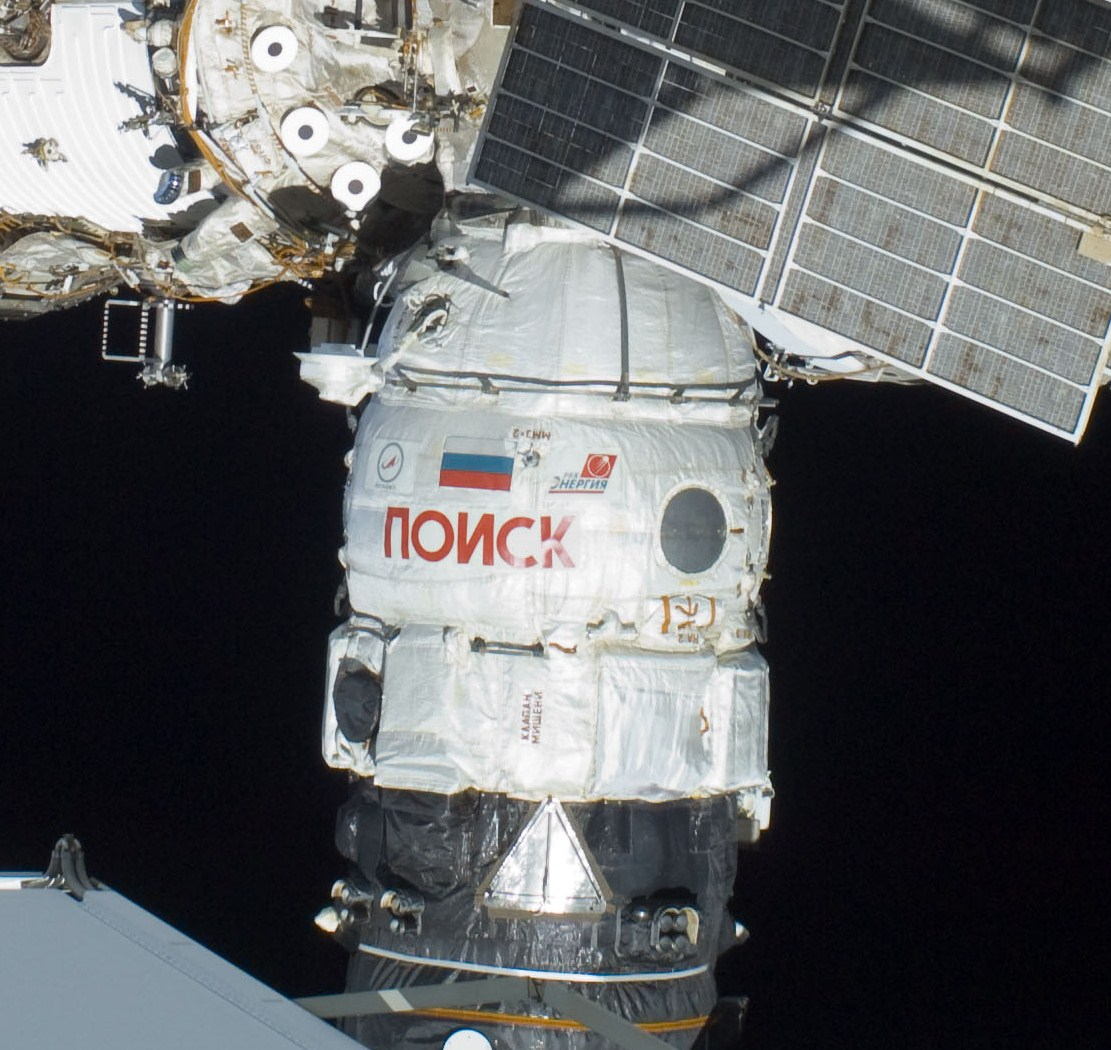
2009年11月12日、ISSにドッキングしたMRM2
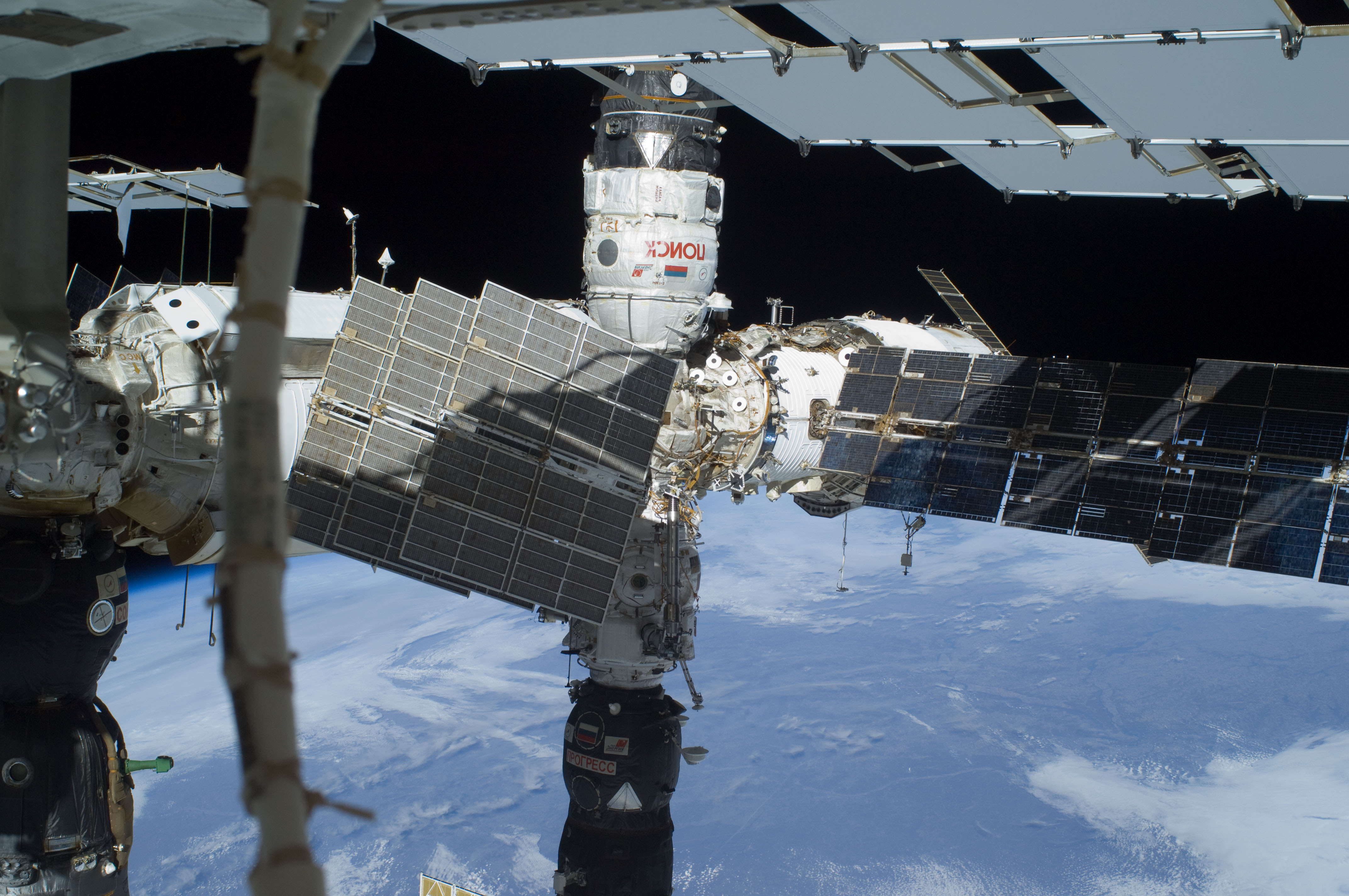
スペース・シャトルSTS-129で船外活動する飛行士によって撮影されたISSのロシア区画。中央上部に見えるのがMRM2
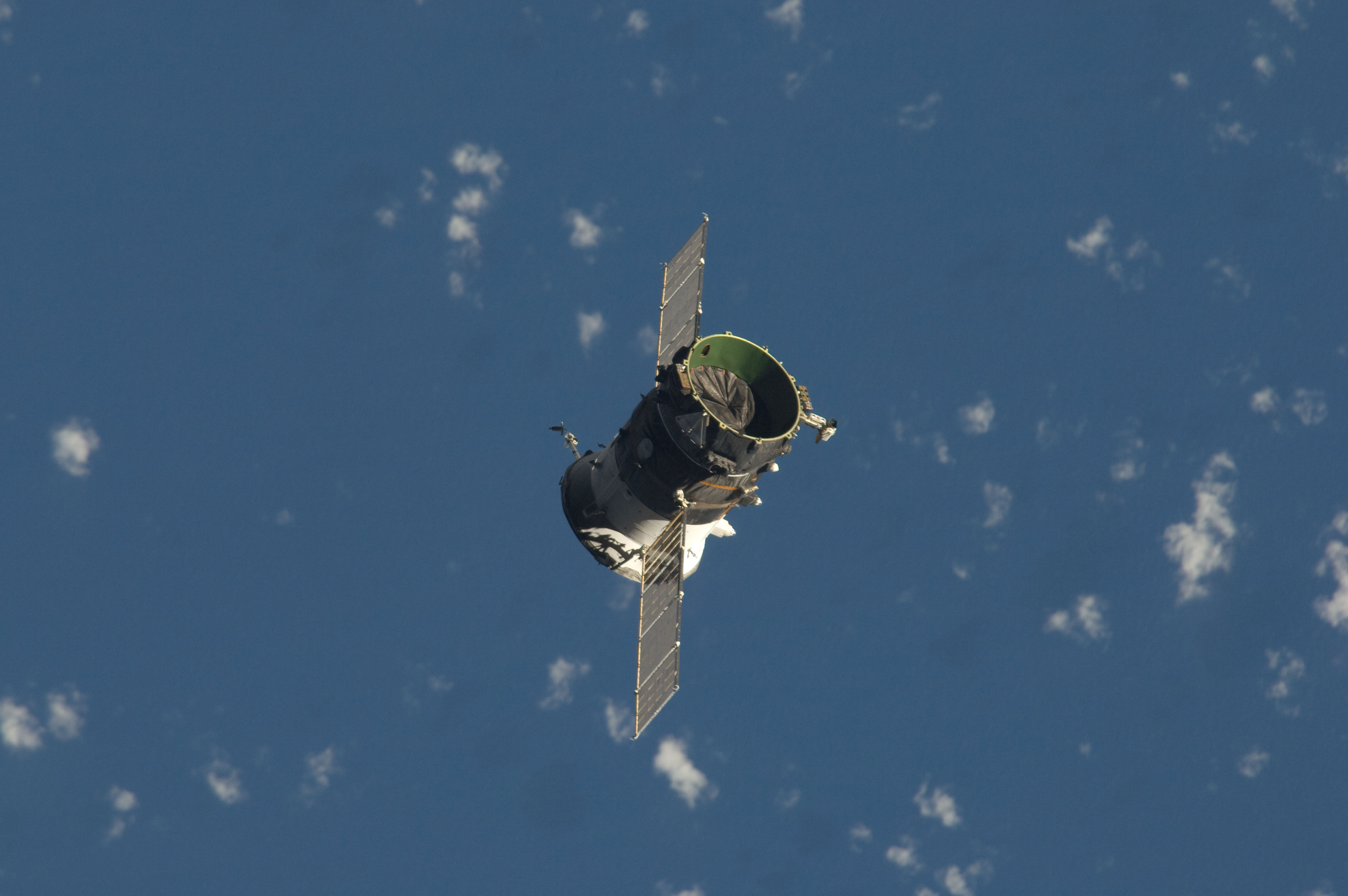
MRM2を運搬してきた推進区画(プログレス)がISSから切り離される様子
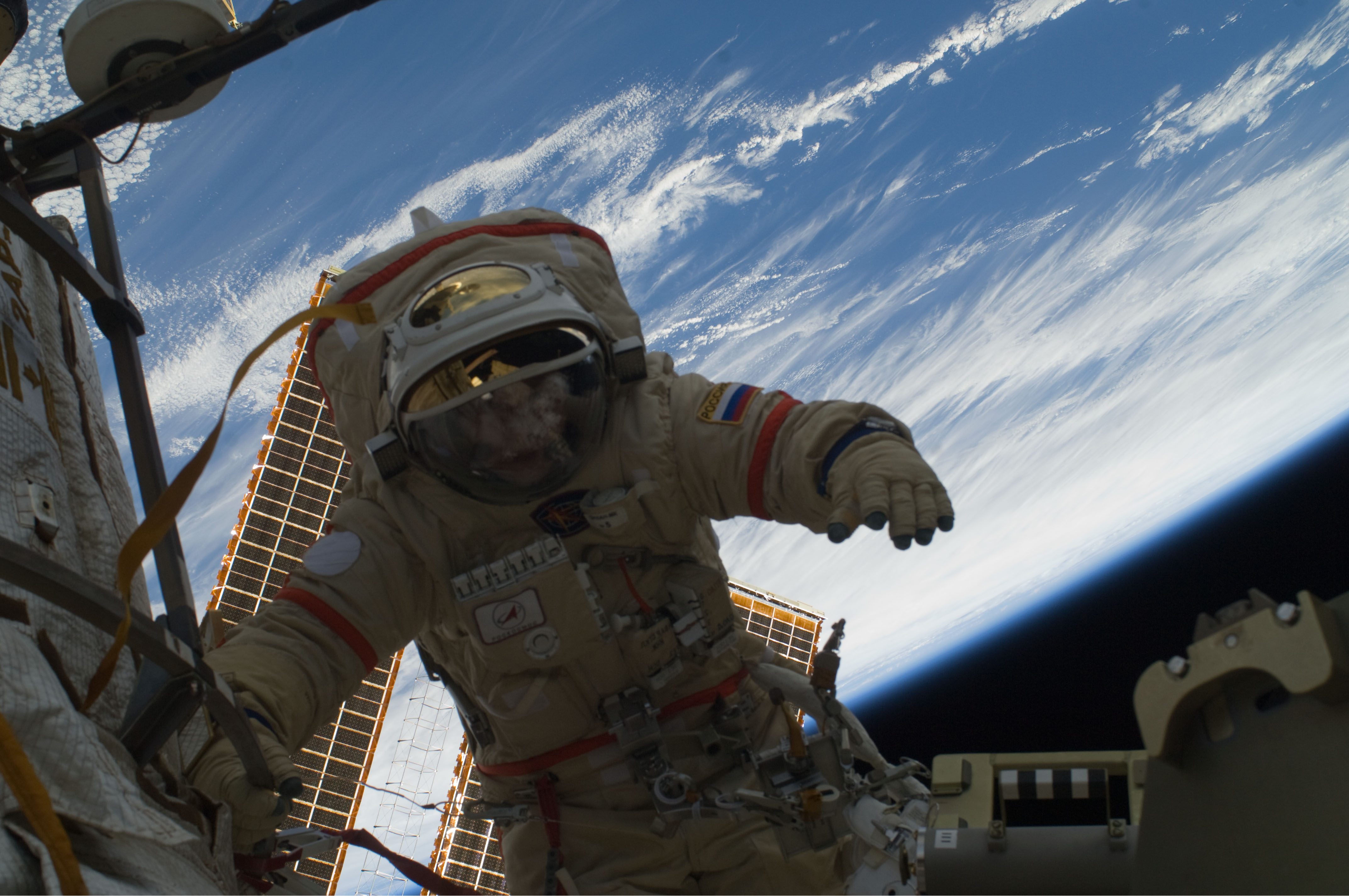
船外活動をするオレッグ・コトフ飛行士(2010年1月14日)